# نویستار اینترنشنال
نویستار اینترنشنال (به انگلیسی: Navistar International) با نام پیشین اینترنشنال هاروستر، شرکت خودروسازی آمریکایی است، که تولیدکننده انواع کامیون‌های تجاری، موتورهای دیزلی، اتوبوس‌های مدرسه با برند آی‌سی و اتوبوس‌های تجاری، وانت‌های پیک‌آپ و نیز طراح و تولیدکننده موتورهای دیزلی برای کامیون وانت‌ها، ون‌ها و اس‌یووی‌ها می‌باشد. این شرکت همچنین قطعات و خدمات تعمیر و نگهداری را برای انواع کامیون‌ها و دیگر خودروهای دیزلی ارائه می‌نماید. این شرکت از ژوئیه سال ۲۰۲۱ یک شرکت تابعه از تراتون است.
این شرکت پیش‌تر تولیدکننده تجهیزات سنگین و ماشین‌آلات کشاورزی نیز بود که کارخانجات و امتیاز تولید آنان را به شرکت کیس فروخت. همچنین این شرکت پیش‌تر مالک سولار توربینز بود که اکنون شرکت تابعه‌ای از کاترپیلار است.

## نگارخانه

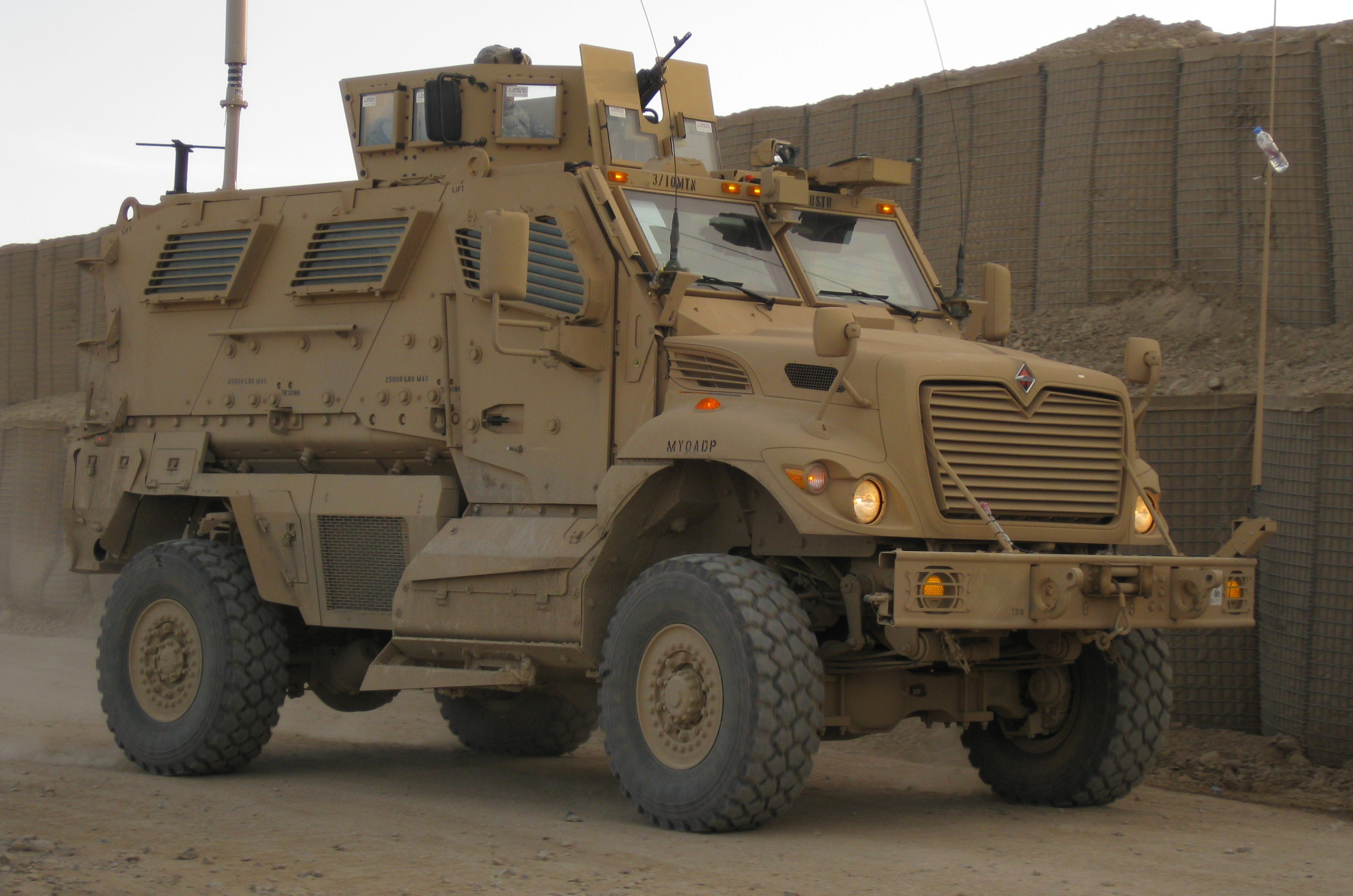
اینترنشنال مکس‌پرو
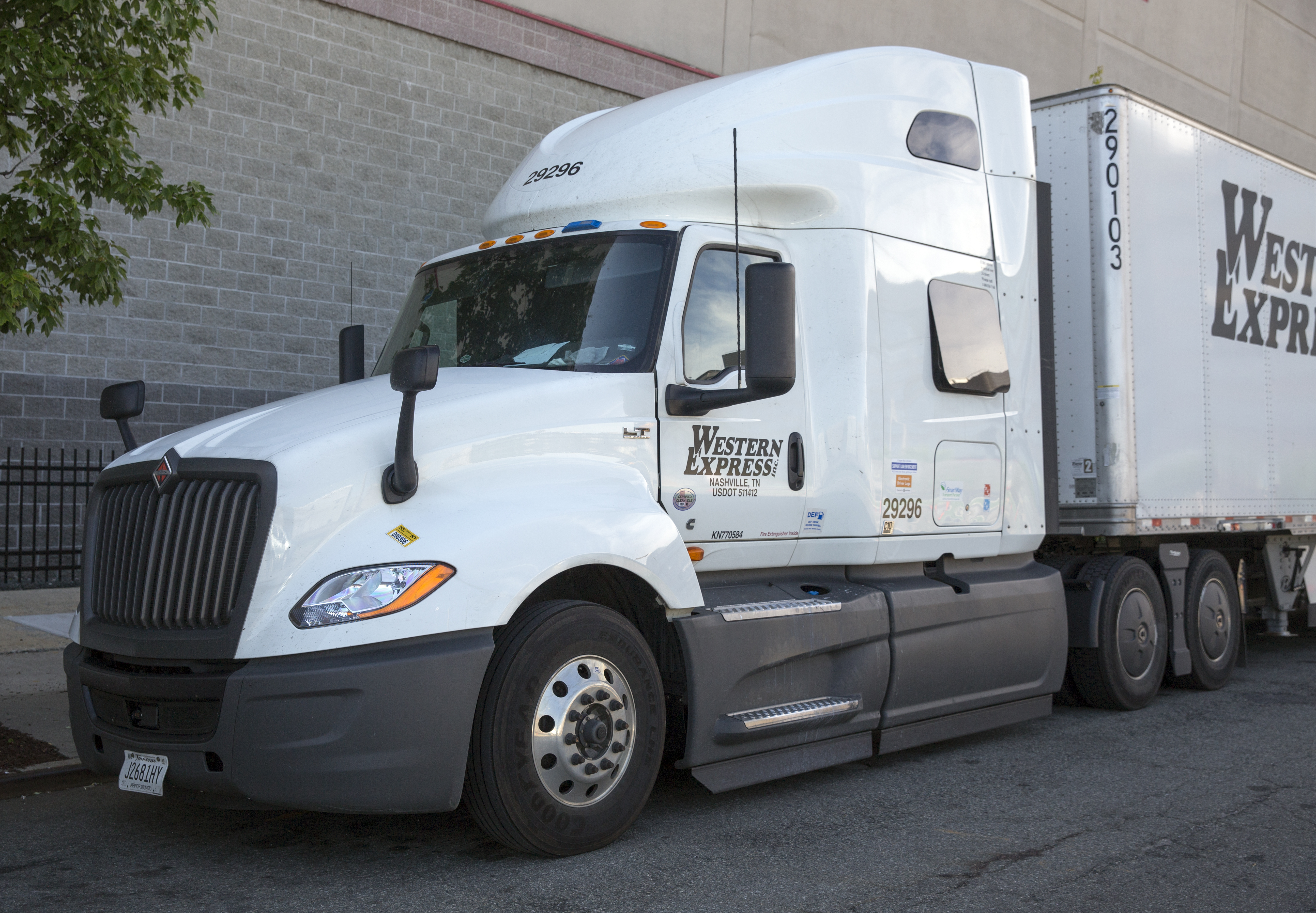
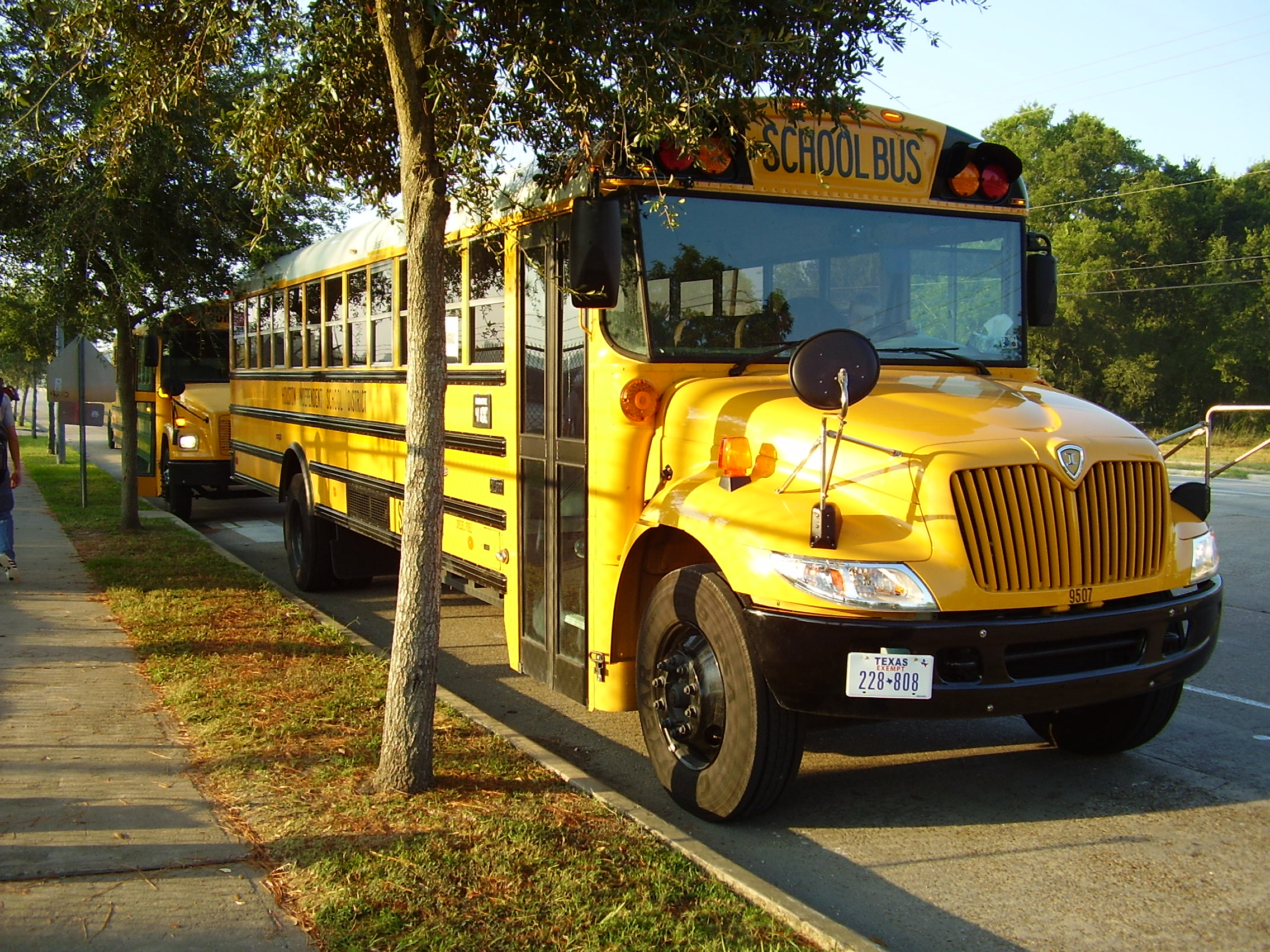
اتوبوس مدرسه
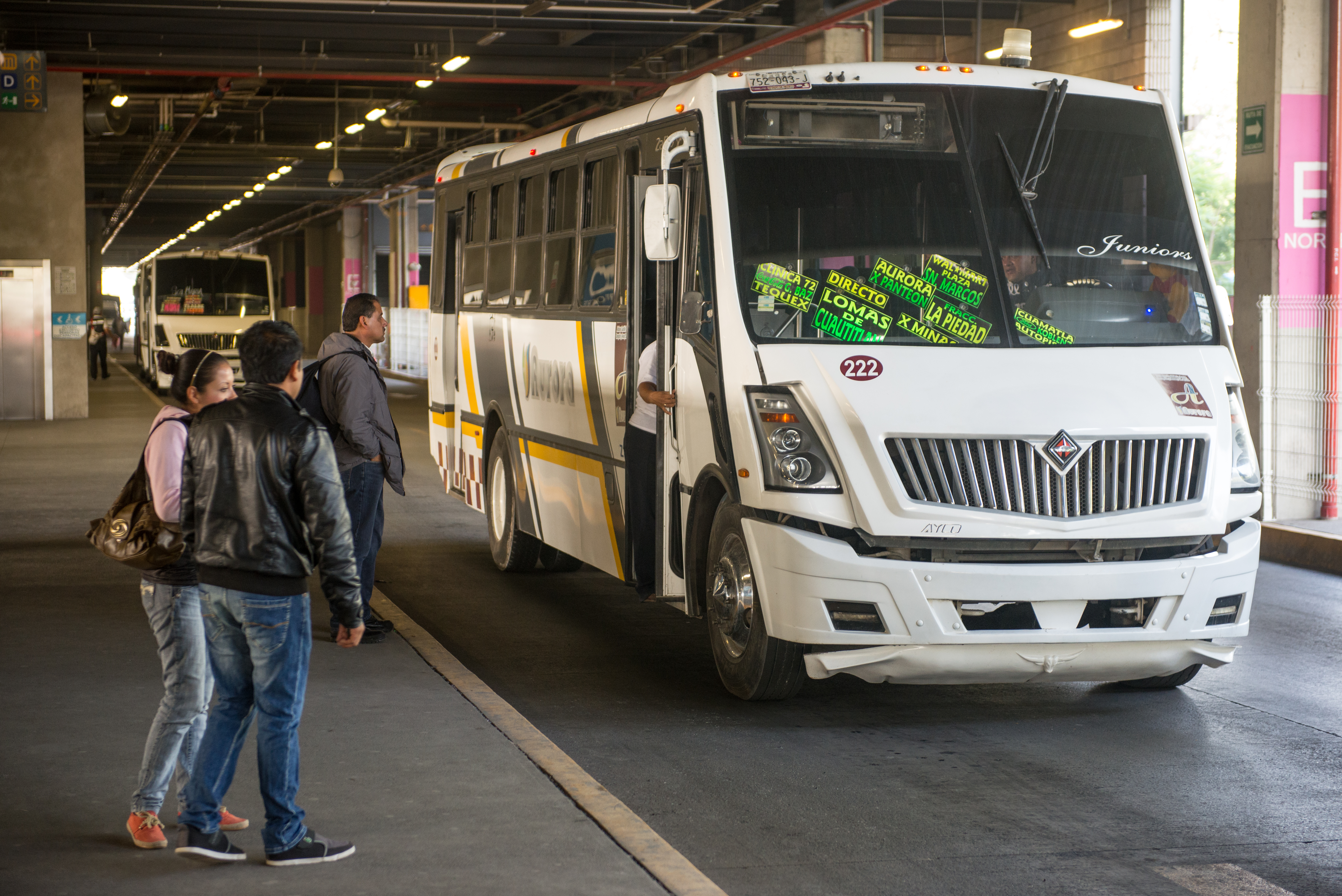
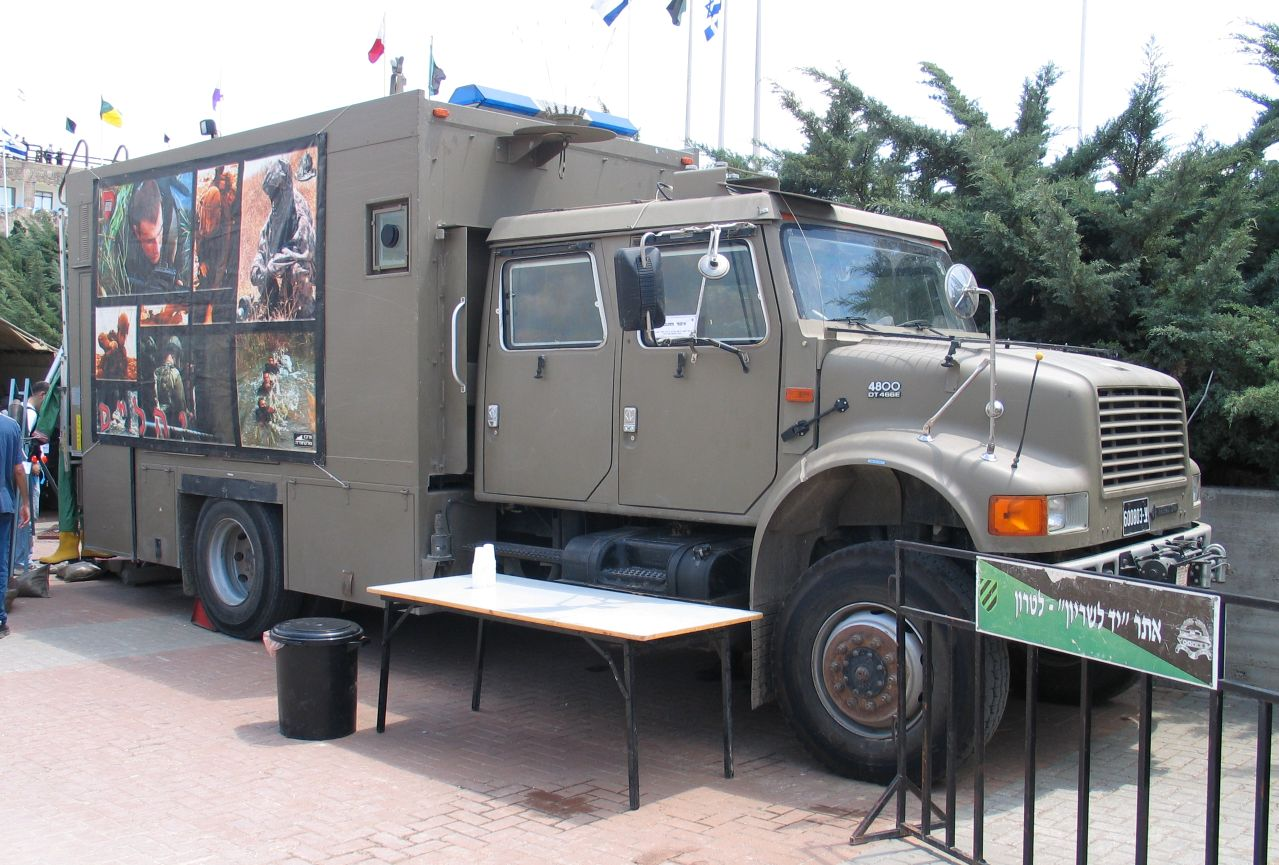
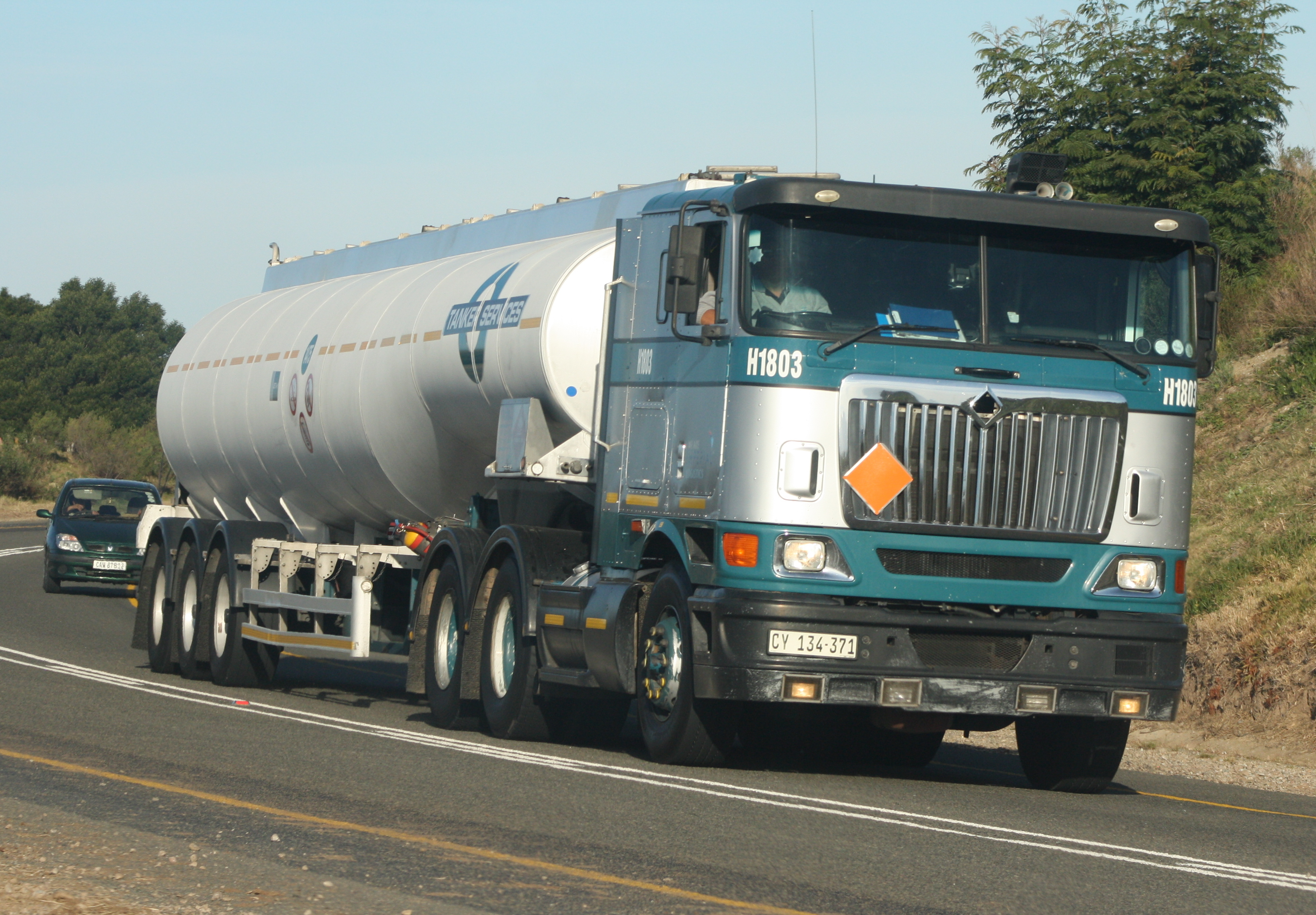
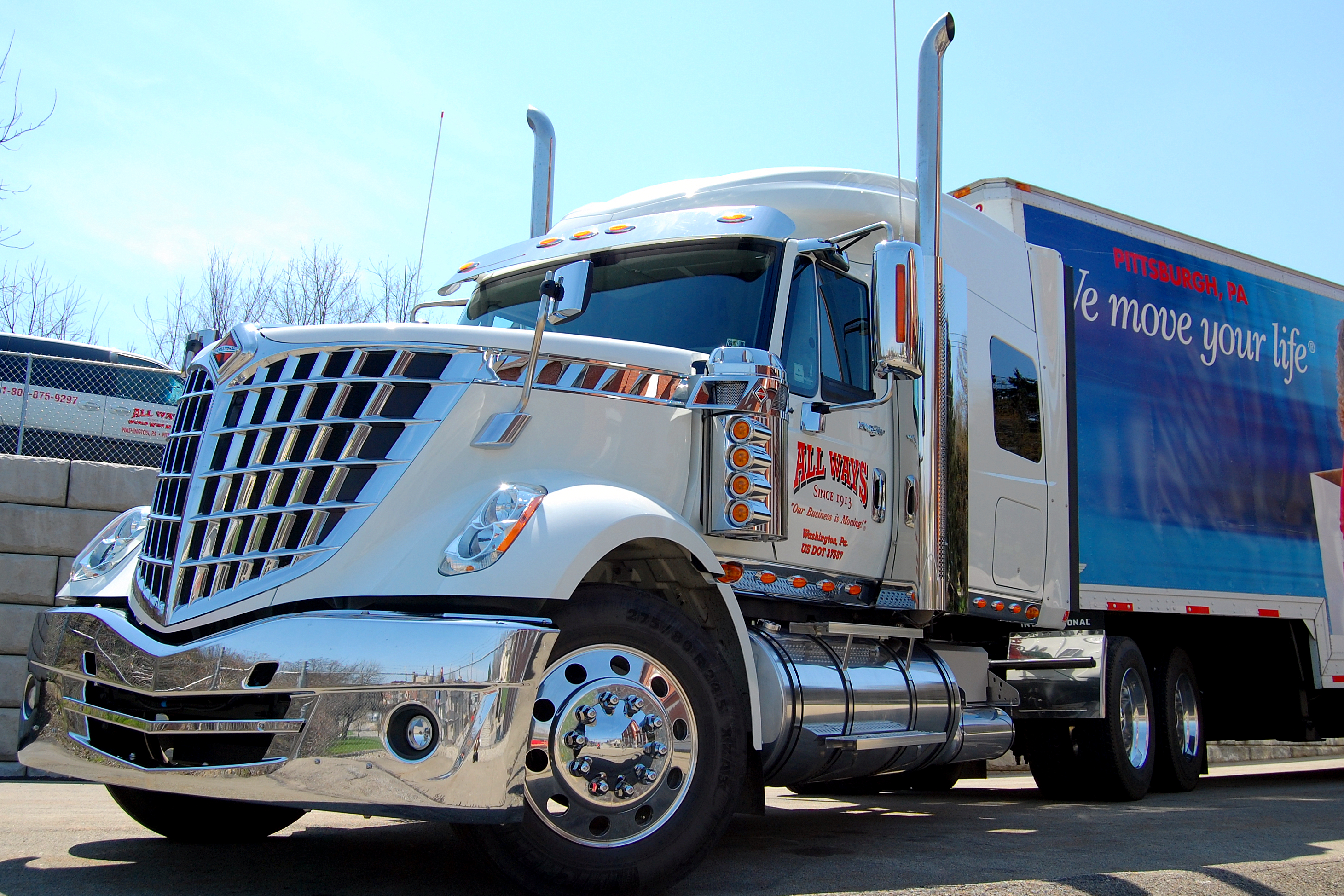